# YELKA
YELKA (українською мовою Єлька) — український музичний гурт з Кропивницького створений у 2018 році. Спільний  проєкт Світлани Буланової (ідейниця, засновниця і голос проєкту) та Максима Величка (музика, аранжування, гітара).  Музиканти надають нового, сучасного звучання старовинним пісням, записаним проєктом "Баба Єлька" від старожилів під час фольклорних експедицій Кіровоградською областю. Стиль музики — електро-фолк, пост-рок.

## Історія

### Назва
Гурт названий на честь Світланиної бабусі – Олени Рибалкіної, яку в селі називали «Єлька» і яка знала сотні народних пісень.

### Ідея
Ідея створення гурту YELKA належить Світлані Булановій.
Велика кількість записаних автентичних пісень у фольклорних експедиціях наштовхнула на ідею осучаснювати старовинні пісні, таким чином завдяки модерновій версії старовинні пісні краще сприймаються молодими слухачами. Так, у 2018 році виник музичний проєкт YELKA, створений спільно з Максимом Величком, який створює сучасне аранжування до творів та є саундпродюсером гурту. У 2019 році музиканти записали студійно першу пісню «Полиньок» і зняли перший однойменний відеокліп. Восени цього ж 2019 року гурт записав на студії пісню «Оддавала мати дочку» і зняли відеокліп. У 2020 році створили дві пісні «Млиночок» та «Конопелечки» та зняли відеокліпи до цих пісень.
У 2021 році створили пісні «Ой сяду я край стола» та «Гуляю я».
На даний момент триває студійна робота над новою піснею «Дай йому Боже».
Свою творчість музиканти здебільшого висвітлювали в соціальних мережах, а у 2021 році презентували свої пісні на широкий загал в рамках всеукраїнського святкового концерту на телеканалі Суспільне UA присвяченому 30 річниці Незалежності України 
Також 24 серпня 2021 року на головній площі Кропивницького в рамках святкового концерту присвяченому 30-тій річниці Незалежності України  гурт презентував свою творчість для жителів міста й області.
Також у 2021 році YELKA заспівали у всеукраїнському «Новорічному концерті на Суспільному».
У 2021 році пісні гурту YELKA стали саундтреками до 12-серійного документального фільму «Баба Єлька. Експедиція на піч» створеного командою Суспільного телебачення у рамках проєкту «Створюй із Суспільним».

### Засновники й учасники гурту
Світлана Буланова — ідейна натхненниця, засновниця та вокалістка гурту, також є ідейницею та співавторкою  проєкту "Баба Єлька",  взяла участь у  78 експедиціях у 86 селах, під час яких записала і розшифрувала понад 700 старовинних пісень. Ексучасниця народного фольклорного ансамблю "Ексампейя" (2012 — 2019).
Максим Величко — саундпродюсер, композитор, аранжувальник, гітарист, співзасновник інструментального гурту Inside The Sound, учасник арт-рок проектів Karfagen , Modern Rock Ensemble, Гітарист проекту Floyd UA (триб'ют Pink Floyd), володар Гран-Прі гітарного конкурсу ім. Володимира Молоткова, У 2020 році взяв участь у створенні першої в Україні рок-опери «Тарас Бульба», як аранжувальник гітарних партій. 
Максим Діденко — музикант, барабанщик, учасник колективів «Весняний галас» (2003 — 2007), «Inside The Sound» (2007 – 2010), "Десь Чули" (з 2015).

## Дискографія
Наразі «YELKA» записали на студії 7 пісень і зняли на 4 з них відеокліпи.

### Сингли
| Рік  | Назва                  |
| ---- | ---------------------- |
| 2019 | «Полиньок»             |
| 2020 | «Оддавала мати дочку»  |
| 2020 | «Млиночок»             |
| 2021 | «Конопелечки»          |
| 2021 | «Ой сяду я край стола» |
| 2022 | «Гуляю я»              |
| 2022 | «Дай Йому Боже»        |

### Кліпи
| Рік  | Назва                 | Режисер           |
| ---- | --------------------- | ----------------- |
| 2019 | «Полиньок»            | Олександр Майоров |
| 2020 | «Оддавала мати дочку» | Олександр Майоров |
| 2020 | «Млиночок»            | Олександр Майоров |
| 2021 | «Конопелечки»         | Олександр Майоров |

## Відеосюжети
- Світлана Буланова збирає Кіровоградщиною старовинні пісні та дає їм друге життя. Суспільне Кропивницький. [Архівовано 27 березня 2022 у Wayback Machine.]
- Світлана Буланова, фольклористка, співзасновниця проєкту «Баба Єлька» - ПО СУТІ | телеканал Вітер [Архівовано 27 березня 2022 у Wayback Machine.]
- TheЕКСКЛЮЗИВ - Світлана Буланова / Чирва | телеканал Вітер [Архівовано 27 березня 2022 у Wayback Machine.]
- Музичний проект "YELKA": Світлана Буланова, Максим Величко, Максим Діденко [Архівовано 27 березня 2022 у Wayback Machine.]

## Гурт «YELKA» в соцмережах
- Офіційна сторінка гурту «YELKA» на facebook.com
- Офіційний канал гурту «YELKA» на soundcloud.com [Архівовано 27 березня 2022 у Wayback Machine.]
- Офіційний канал гурту «YELKA» на youtube.com [Архівовано 27 березня 2022 у Wayback Machine.]
- Офіційна сторінка гурту «YELKA» на bandcamp.com
- Офіційний канал гурту «YELKA» на ethnocloud.com
- Офіційна сторінка гурту «YELKA» на instagram.com